# David Breashears

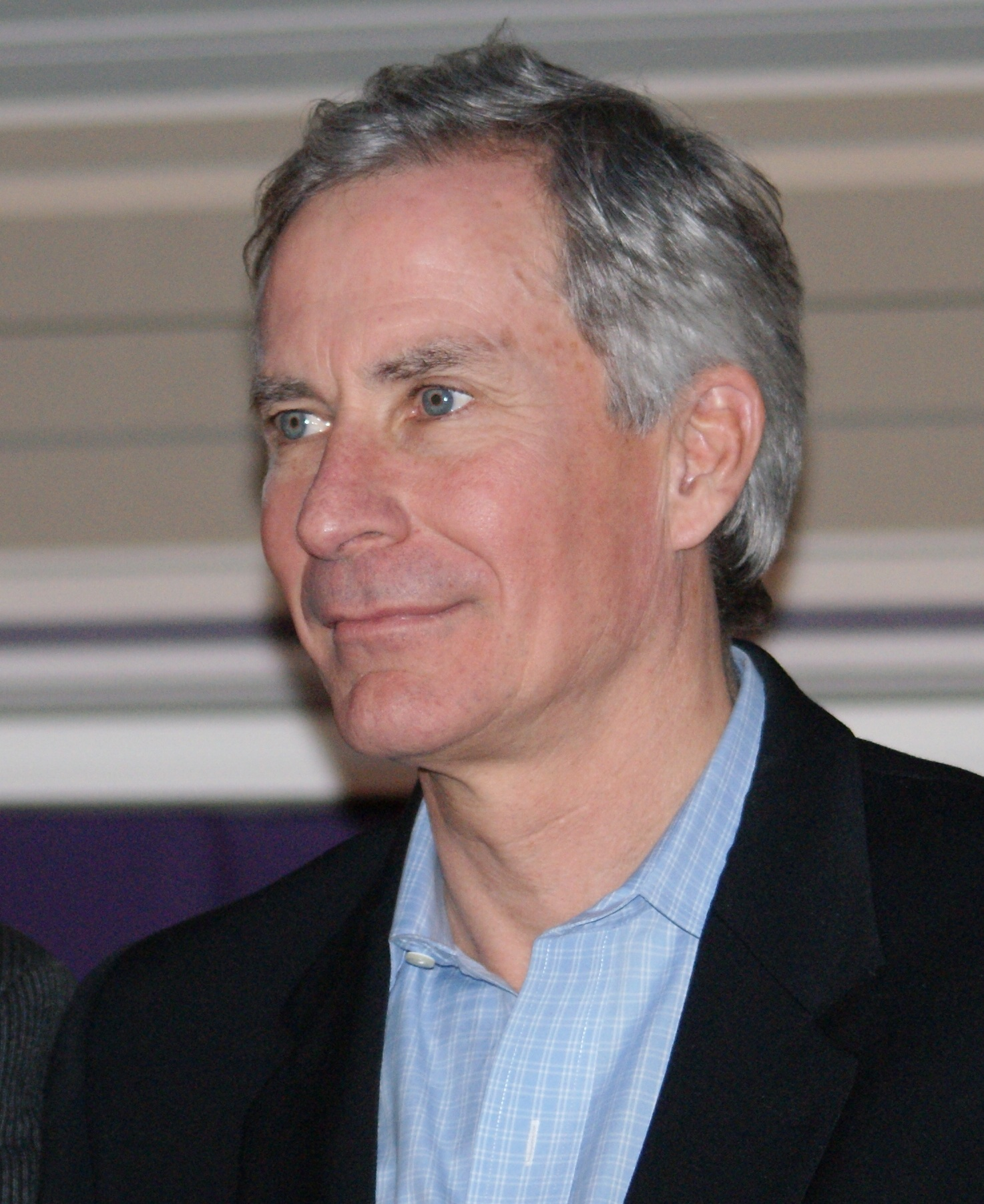
David Breashears i januari 2011.

David Finlay Breashears, född 20 december 1955 i Marblehead, Massachusetts, död 14 mars 2024 i Massachusetts, var en amerikansk bergsbestigare och filmskapare. 
Breashears var i mitten av 1970-talet en mycket aktiv och framgångsrik klippklättrare i Colorado. Han gjorde en tidig repetition av det svåra takproblemet "Kloeberdanz" (grad 5.11c i amerikansk gradering, svensk grad 7) på Redgarden Wall i Eldorado Canyon utanför Boulder, och var därefter lokalt bekant som "The Kloeberdanz Kid". Han blev bland klippklättrare verkligt känd efter sin förstabestigning av den ännu idag mycket sällan repeterade "Perilous Journey" på Mickey Mouse Wall ovanför Eldorado Canyon. Detta är en svår (5.11b i amerikansk gradering; 7-/7 svensk gradering) och mycket sparsamt säkrad led, som har sin svåraste passage 10 meter över marken med stor risk för markfall. 
Under den framgångsrika IMAX Mount Everest-expeditionen år 1996, som spelade in en dokumentärfilm om Mount Everest, var Breashears expeditionsledare. På expeditionen deltog bland annat Ed Viesturs och Jamling Tenzing Norgay. Breashears har totalt bestigit Mount Everest fyra gånger.
Breashears filmade berg över hela världen och filmade scener till filmerna Seven Years in Tibet (Sju år i Tibet) och Cliffhanger.